# Nationaal park Gorce
Nationaal park Gorce(-bergmassief) (Pools: Gorczański Park Narodowy) is een nationaal park dat ongeveer 100 kilometer ten zuiden van Krakau is gelegen in het zuiden van Polen en grenst aan de Podhale, in het berggebied Gorce.
Het park heeft een oppervlakte van 7030 hectare. In 1981 heeft het de status van nationaal park gekregen.
Het gebied is niet uitgesproken bergachtig. Toch heeft de vegetatie in dit park een subalpien karakter. Het gebied bestaat voor het grootste deel uit bos. De vegetatie is kenmerkend voor de Beskiden, de bergketens in het zuiden van Polen. Het bos bestaat uit beuk, den en spar, met daarnaast soorten als es, els en lariks. Onder meer raven en de zwarte ooievaar worden er aangetroffen. Vroeg in het voorjaar bloeit de krokus. De Beskidenhoofdroute loopt door het park.
Andere nationale parken in de omgeving zijn die van de Pieniny en de Tatra.